# Mamolj
Mamolj – wieś w Słowenii, w gminie Litija. W 2018 roku liczyła 136 mieszkańców.